# Arcana Heart
Arcana Heart (アルカナハート, Arukana Hāto) est une série de jeux vidéo de combat en 2D développée par Examu. Le premier jeu sort au Japon en 2006 sur bornes d'arcade. Il faudra attendre le 3e opus pour que la série soit éditée en France. Le jeu est composé uniquement de personnages féminins.

## Jeux de la série
- 2006 : Arcana Heart
- 2008 : Arcana Heart 2
- 2009 : Arcana Heart 3